# Tomohiko Ikoma
Tomohiko Ikoma (Prefectura de Hyogo, Japó, 25 d'agost de 1932 - 27 d'abril de 2009), és un exfutbolista japonès.

## Selecció japonesa
Tomohiko Ikoma va disputar 5 partits amb la selecció japonesa.